# Lonely Boy (Tiziana Rivale)
Lonely Boy è un singolo di Tiziana Rivale pubblicato in formato digitale nel 2012 dalla Interbeat.

## Tracce
1. Lonely boy
2. Somebody new
3. Lirikesoetnika (Noise Dub version)
4. Harry O